# سرگی بابنکو (بازیکن بسکتبال)
سرگی بابنکو (استونیایی: Sergei Babenko؛ زادهٔ ۱۹ سپتامبر ۱۹۶۱) بازیکن بسکتبال اهل شوروی و استونی بود.
از باشگاه‌هایی که در آن بازی کرده‌است می‌توان به باشگاه بسکتبال کالو اشاره کرد.
وی در مسابقات کشوری و بین‌المللی در مجموع برندهٔ ۱ مدال نقره شده‌است.